# Josemaría Escrivá de Balaguer
Josemaría Escrivá de Balaguer y Albás, bautizado con el nombre José María Julián Mariano (Barbastro, Huesca, 9 de enero de 1902-Roma, 26 de junio de 1975), fue un sacerdote español, fundador en 1928 del Opus Dei y santo de la Iglesia católica. Su fiesta se celebra el 26 de junio.
Escrivá obtuvo un doctorado en Derecho Civil por la Universidad Central de Madrid y otro en Teología por la Pontificia Universidad Lateranense. Su obra principal fue la fundación, administración y expansión del Opus Dei, una institución perteneciente a la Iglesia católica. Su publicación más conocida es Camino, obra traducida a decenas de idiomas y con varios millones de ejemplares vendidos.Josemaría Escrivá de Balaguer fue canonizado por san Juan Pablo II el 6 de octubre de 2002 en la Plaza De San Pedro. Su proceso de canonización fue uno de los más rápidos de la historia y se estima que asistieron alrededor de 500 000 personas provenientes de todo el mundo.

## Biografía

### Primeros años
José María Escrivá Albás (futuro Josemaría Escrivá de Balaguer y Albás) nació en Barbastro (Huesca, España) el 9 de enero de 1902. Sus padres se llamaban José Escrivá y Corzán y María de los Dolores Albás y Blanc.Fue el segundo de seis hermanos; sus tres hermanas pequeñas murieron siendo niñas. El último, Santiago, nació  en 1919 y falleció el 25 de diciembre de 1994 a los 75 años de edad. Cuando Josemaría cumplió dos años, padeció una enfermedad grave en la que se temió por su vida. Tras su recuperación, sus padres lo llevaron en peregrinación a la ermita de Torreciudad en cumplimiento de una promesa a la Virgen María por su curación. En los años 1960, Escrivá impulsó la construcción de un  santuario en Torreciudad, que se terminó a mediados de la década de 1970. Josemaría estudió en el colegio de los escolapios de Barbastro (octubre, 1908-1914).
En 1914 quebró el negocio del padre, que era un comercio de tejidos, por lo que la familia quedó en la ruina. Tuvieron que trasladarse a Logroño, donde su padre encontró un trabajo como dependiente. Escrivá continuó estudiando hasta acabar el bachillerato. En las Navidades de 1917-18, al ver las huellas de pasos de un carmelita descalzo en la nieve, quedó impresionado y decidió hacerse sacerdote. Ingresó en el seminario de Logroño como alumno externo en el mes de octubre de 1918.
En septiembre de 1920 se trasladó a Zaragoza. Algunos de sus compañeros del seminario de Zaragoza lo recuerdan como un joven despierto, inteligente y alegre, a la vez que muy piadoso.
En las navidades de 1922 recibió los grados de ostiario y lector, junto con los de exorcista y acólito. Sus superiores apreciaron sus dotes por lo que lo nombraron Inspector del Seminario —encargado de mantener la disciplina entre los seminaristas, tanto en clase como en los paseos—; era un hecho insólito que designaran a un seminarista y no a un sacerdote para este cargo. En 1923, siguiendo el consejo de su padre, comienza los estudios de Derecho en la Universidad de Zaragoza.
Su padre, José Escrivá, murió en 1924, y Josemaría quedó como cabeza de familia. Recibió la ordenación sacerdotal el 28 de marzo de 1925 y comenzó a ejercer el ministerio en varias parroquias rurales y luego en Zaragoza, con preferencia en la iglesia de san Pedro Nolasco, regida entonces por sacerdotes jesuitas.

### Fundación de la prelatura del Opus Dei
En 1927 se trasladó a Madrid, con permiso de su obispo, para iniciar la tesis del doctorado en Derecho.Allí trabajó en una academia dando clases de Derecho romano y  canónico para sostener a su familia. Ejerció su ministerio sacerdotal en el Patronato de Enfermos, institución benéfica dirigida por las Damas Apostólicas del Sagrado Corazón de Jesús.
Trataba sacerdotalmente a muchas personas de diversos ambientes sociales. Dedicó las mejores horas de su juventud, como capellán del Patronato de Enfermos, a la atención de numerosos enfermos y niños desvalidos de los barrios pobres de Madrid. Al mismo tiempo trataba con muchas otras personas: alumnos y profesores universitarios, obreros, dependientes de comercio, artistas, etc.
El 2 de octubre de 1928, según su propio testimonio, «vio» que Dios le pedía que difundiese en todo el mundo la llamada universal a la santidad, y que abriera un nuevo camino dentro de la Iglesia —el Opus Dei, en  español «Obra de Dios»— para transmitir a todos los hombres que se pueden santificar a través del trabajo. Desde ese día, mientras continuaba con el ministerio pastoral que tenía encomendado en aquellos años, desarrollaba en solitario la organización. Empezó a contactar con personas de diversas profesiones como artistas, profesores, obreros, sacerdotes, empresarios y muchos otros, mientras ofrecía sus oraciones y  mortificaciones.
Al principio Escrivá vino usando el término que él empleaba en el sentido que el Opus Dei estaba previsto solamente para hombres pero algunos años después, en 1930, según él mismo cuenta, Dios le había hecho ver que también estaba destinado a mujeres.En 1930, pidió la admisión en el Opus Dei un antiguo compañero de instituto de Escrivá, de origen argentino, Isidoro Zorzano, y en 1932 se unen un sacerdote asturiano, José María Somoano, una mujer cordobesa, María Ignacia García Escobar, y un joven empresario, Luis Gordon, aunque en un año fallecieron estos tres, y Josemaría tuvo que recomenzar.

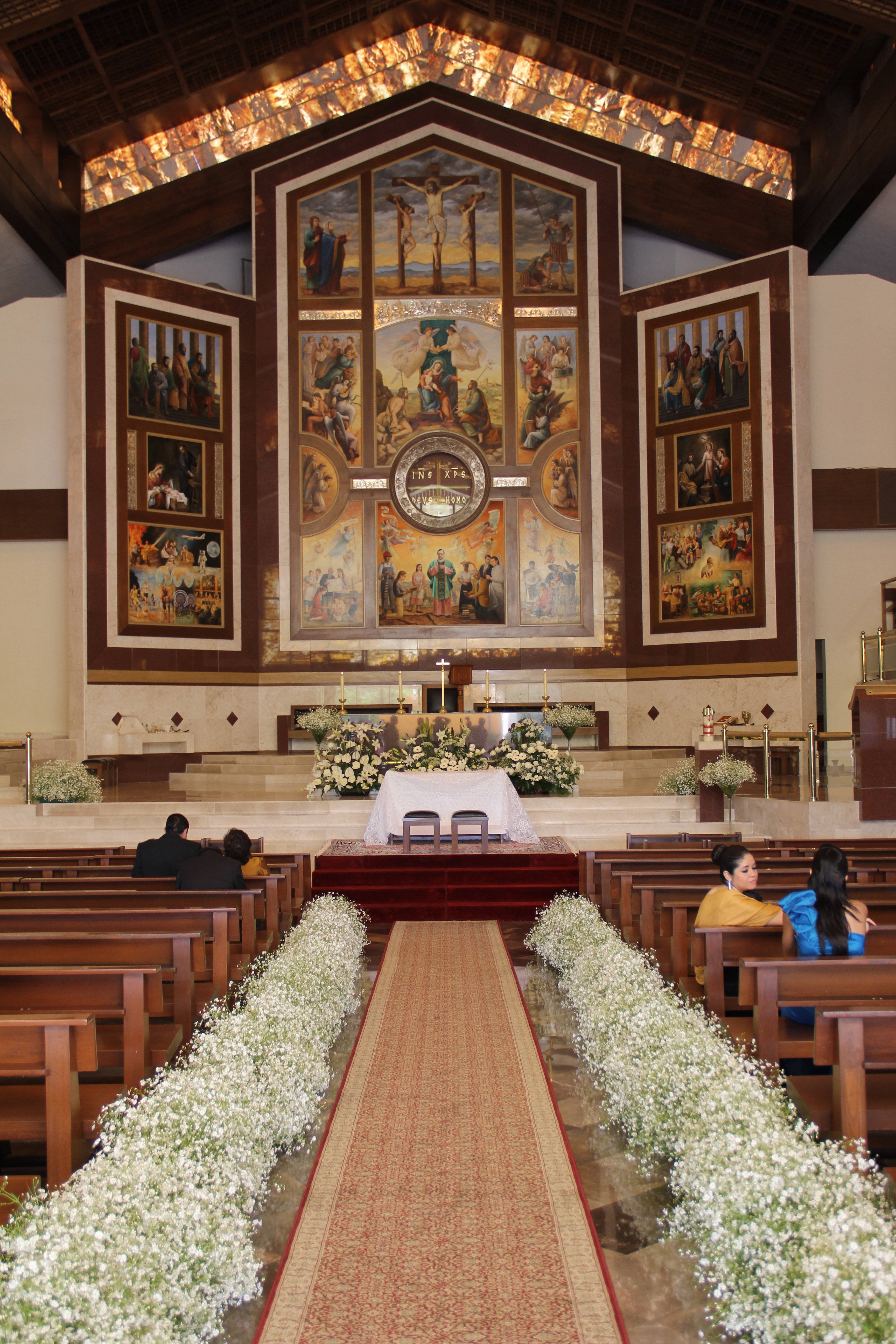
Iglesia Josemaría Escrivá dedicada en Guadalajara, México

Al año de la fundación del Opus Dei, el joven José María Escrivá y Albás consideró distintas posibilidades para sacar adelante a su familia, al margen de la vida consagrada. Incluso llegó a inscribirse en unas oposiciones convocadas en 1929 para cubrir plazas de auxiliar del Ministerio de Asuntos Exteriores.Finalmente, fue profesor de Derecho Canónico y Romano en dos instituciones educativas privadas: El Instituto Amado (Zaragoza, octubre de 1926-abril de 1927), y la Academia Cicuéndez (Madrid, septiembre de 1927-1932).

### El Opus Dei durante los primeros años treinta
La caída de la monarquía trajo la llegada de la  Segunda República en abril de 1931, iniciándose un período de gran tensión entre el nuevo régimen y la Iglesia católica, al aprobarse una nueva constitución laica. Al mismo tiempo, fueron atacados conventos e iglesias con la pasividad de las autoridades.[cita requerida]  En este contexto, Josemaría Escrivá prosiguió su tarea como capellán del Patronato de Enfermos, en el Patronato de Santa Isabel y el Opus Dei, manteniéndose al margen de las disputas políticas.
No obstante, durante la época republicana hubo miembros de Opus Dei implicados en la política católica reaccionaria, como el caso del entonces estudiante Álvaro del Portillo, integrado en la Juventud Tradicionalista y en la Agrupación Escolar Tradicionalista. El propio Escrivá leía en esos años el diario tradicionalista El Siglo Futuro, debido a su amistad con el sacerdote Antonio Sanz Cerrada, redactor de dicho diario.
A comienzos de los años treinta, Escrivá descubrió la devoción al Amor Misericordioso, que había sido difundido en España a través de los escritos de la religiosa francesa de la Visitación María Teresa Desandais. La relación de Escrivá con esta devoción corrió en paralelo a dos dimensiones inseparables en el Opus Dei: la filiación divina y la infancia espiritual.
En 1933 Josemaría contaba con un grupo de estudiantes universitarios y fundó la Academia DYA, en la que, además de impartirse clases de derecho y arquitectura, se organizaban charlas de formación cristiana. En 1934 publicó un pequeño libro llamado Consideraciones Espirituales, que, ampliado durante los años siguientes, incluso durante la Guerra Civil, fue reeditado en 1939 con el título de Camino.
En 1934 Josemaría fue nombrado rector del Patronato de Santa Isabel, lo que supuso un pequeño alivio a sus dificultades económicas para mantener a su familia.
Como medio para alcanzar los fines de la institución, Escrivá concibe el llamado "plan de vida" que deben seguir los miembros, que por aquellos años se va perfilando e incluye prácticas como la misa diaria, comunión, el rezo del ángelus, la visita al sagrario, la lectura espiritual, el rezo del rosario y las mortificaciones, entre otras. Hacia 1935/36, en la academia DyA (Derecho y Arquitectura) recién fundada en Madrid, los estudiantes comenzaron a practicar algunas de las ideas que el fundador concibió, y comenzaron a aparecer los signos distintivos de la futura Obra, y que serían consideradas en adelante muestra de "buen espíritu", como la corrección fraterna, ayunos y la mortificación corporal (ver citas de su libro Camino), por ejemplo dormir en el suelo, castigarse el cuerpo por medio de un cilicio apretado en el muslo durante dos horas al día y golpearse con unas "disciplinas" (latiguillo de cuerda) una vez a la semana. Según Escrivá, la finalidad de estas prácticas era unirse a la cruz de Cristo, domar las pasiones y obtener dones de Dios, castigando el cuerpo y refrenando la voluntad. Para servir de ejemplo, Escrivá se entregaba a todas estas mortificaciones, hasta el punto de dejar salpicaduras de sangre en las paredes cuando se azotaba, si bien no recomendó llegar hasta estos extremos a sus seguidores y aconsejaba también otro tipo de mortificaciones, relacionadas con la vida cotidiana.
Por aquella época sus seguidores empezaron a llamarle "el Padre". Jesús Ynfante critica que ello fue por deseo del propio Escrivá. No obstante, Escrivá solía rehusar cualquier otro trato, por ejemplo, el de monseñor cuando le fue otorgado dicho título, así como el de fundador.
En la década de los años treinta, Escrivá puso en marcha una reunión semanal de presbíteros. a los que explicaba el espíritu del Opus Dei, con el fin de que los asistentes se identificaran con sus afanes espirituales y apostólicos. Las reuniones se desarrollaron entre febrero de 1932 y principios de 1935.

### Guerra Civil
Al estallar la guerra civil española, en 1936, Josemaría se encuentra en Madrid, donde sigue ejerciendo su ministerio sacerdotal, con riesgo de su vida, clandestinamente. La persecución religiosa le obliga a refugiarse en diferentes lugares. Por ejemplo, fue hospitalizado de forma clandestina en una clínica psiquiátrica con la cobertura de estar aquejado fuertemente de reumatismo y durante seis meses vive en el consulado hondureño. Finalmente, logró salir de Madrid en 1937 después de varias tentativas infructuosas usando documentación falsa. Después de una larga huida con algunos de sus seguidores por los Pirineos, pasó por el sur de Francia y se trasladó a Burgos, capital de la zona sublevada de España donde podía ejercer libremente su labor sacerdotal.
La Guerra Civil y las pruebas que había soportado en ella le habían marcado profundamente. El hecho de que el clero fuera objeto de persecución en la zona republicana dejó en él un recuerdo particularmente duradero.
Josemaría escribió desde Burgos, durante la guerra civil española un boletín mensual a los jóvenes que había participado de las actividades de la Academia-Residencia DYA (Madrid) y que estaban dispersos por la geografía española. Escrivá pretendía informarles brevemente de noticias recientes, a la vez que procuraba mantener su vibración en la fe.

### Desarrollo del Opus Dei en los años cuarenta
Josemaría Escrivá regresa a Madrid el 28 de marzo de 1939, en un camión militar, y reemprende la expansión del Opus Dei por otras ciudades de España. El inicio de la Segunda Guerra Mundial impide el comienzo en otras naciones.
Cuando acaba la guerra civil en 1939, se produce un radical cambio en las estructuras del país y el Estado español se proclama como autoritario, confesional, ligado públicamente al Nacional-sindicalismo falangista y al Tradicionalismo carlista. Las relaciones de Escrivá y Franco fueron cercanas y son motivo de polémica, entre otras cosas porque años más tarde, el fundador le escribiría a Franco una carta para agradecerle que, entre los principios del Movimiento Nacional se declare "el acatamiento a la Ley de Dios, según la doctrina de la Santa Iglesia". Se trata de una carta fechada en Roma el 23 de mayo de 1958, cuya fotocopia, en unión de otras inéditas del mismo autor, se conserva en el archivo de la Fundación Nacional Francisco Franco. Pero también es conocido que, en una ocasión, el obispo de Madrid le pidió que predicara unos ejercicios espirituales a Franco y su familia en el Palacio de El Pardo y que durante aquellos ejercicios se produjeron ciertos malentendidos entre ambas personalidades.
En 1939 obtiene el título de doctor en Derecho. Recuperó también el puesto de rector del Real Patronato de Santa Isabel que obtuvo en 1934 por parte del Presidente de la República y le concedieron ese año el cargo de miembro del Consejo Nacional de Educación y el puesto de profesor de Ética y Deontología en la Escuela Oficial de Periodismo. Durante los años posteriores a la guerra muchos obispos de toda España le llaman para dirigir ejercicios espirituales a sacerdotes de su diócesis. También predica a religiosos —entre ellos a los agustinos de la comunidad del Monasterio de El Escorial— por petición de los respectivos superiores, y a muchos laicos.
Desde el final de la guerra desarrolla la "Sección femenina" dentro de la Obra, prácticamente desde cero, con una estructura similar a la de los hombres, estrictamente separada de la sección masculina. Ese mismo año, el obispo de Madrid, Leopoldo Eijo y Garay, concede la primera aprobación diocesana del Opus Dei.
En 1943 Josemaría Escrivá encuentra una solución jurídica, la Sociedad Sacerdotal de la Santa Cruz, como medio para llevar el espíritu del Opus Dei a los sacerdotes seculares. Al año siguiente, el obispo de Madrid ordena a los tres primeros miembros del Opus Dei que acceden al sacerdocio: Álvaro del Portillo, José María Hernández Garnica y José Luis Múzquiz.

### Traslado a Roma y expansión

Escudo de armas de San Josemaría Escrivá como prelado de honor de su santidad

Tras el fin de la II Guerra Mundial, en 1946, Escrivá se traslada a Roma por haber constatado que las cuestiones de futuro para él y para el Opus Dei no estaban en Madrid sino en Roma.  Según otros biógrafos, ese viaje se ha de ver en otra perspectiva: ya en 1936, tenía proyectado comenzar la labor del Opus Dei en París, pero la guerra civil española, primero, y la II Guerra Mundial después habían impedido la expansión del Opus Dei en el extranjero. Su primer viaje a Roma tenía como finalidad inmediata conseguir de la Santa Sede una aprobación de derecho pontificio que asegurase la secularidad de los miembros del Opus Dei. Pero sus intenciones iban más allá: veía la ciudad de Roma como el enclave necesario para dirigir la expansión de la Obra por todo el mundo. En 1947, el papa Pío XII le concedió la dignidad de Prelado doméstico de su santidad, que lleva anexo el tratamiento de monseñor. 
Por aquellos años se le diagnosticó una fuerte diabetes. Sus crisis de salud fueron muy frecuentes a partir de 1944. Como diabético insulinodependiente, Escrivá sufría constantemente cansancios, trastornos de la vista y se mantenía en pie gracias a las inyecciones y a una dieta estricta.
El ciclo fundacional parecía terminado. La primera fecha fundacional, la sección de varones, tuvo lugar en 1928; la segunda, la sección de mujeres, en 1930; la tercera, los sacerdotes, en 1943. La incorporación de supernumerarios, formada en su mayoría por hombres y mujeres casados, además de la admisión de cooperadores (que pueden ser no católicos, no cristianos y no creyentes), tuvo lugar entre 1947 y 1948. A partir de entonces, la organización iba a presentar su fisonomía definitiva.
Escrivá inició operaciones jurídicas para el reconocimiento del Opus Dei por parte de la Santa Sede. En 1947 y 1950, obtuvo la aprobación del Opus Dei como Instituto Secular de derecho pontificio, siendo aprobados sus estatutos en 1950, en los cuales los laicos hacían, si bien de forma privada, los tres votos clásicos de obediencia, castidad y pobreza.

El nuevo estatus jurídico de la Obra como institución de derecho pontificio facilitó una nueva expansión internacional. En 1949 marcharon los primeros a Estados Unidos y México. Durante la década de 1950, el Opus Dei se estableció en Canadá y otros once países americanos, Alemania, Suiza, Austria, Holanda, Japón y Kenia.

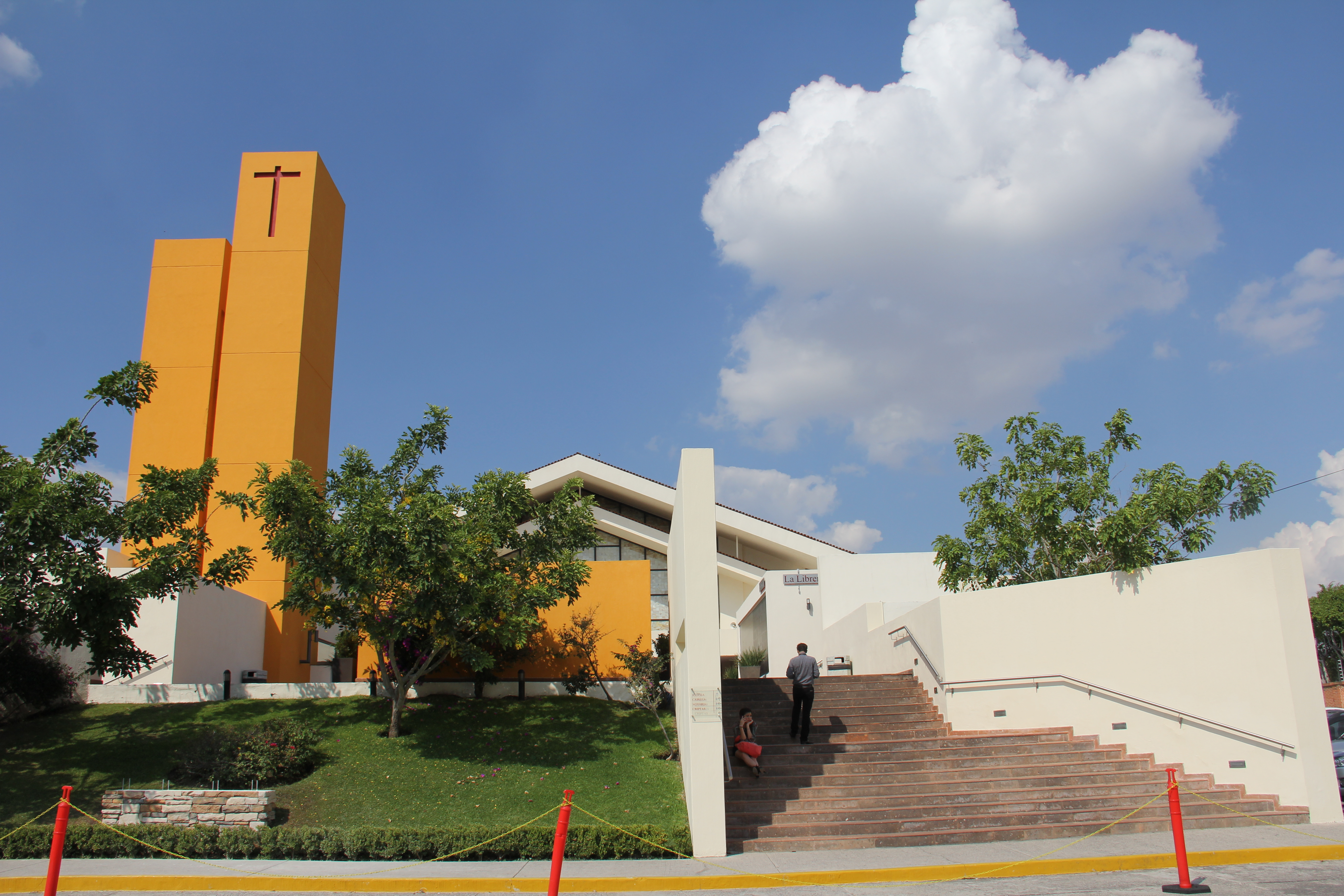
Exterior de la iglesia Josemaría Escrivá en Guadalajara, México

En 1948 Escrivá erigió el Colegio Romano de la Santa Cruz, centro internacional de formación para los varones del Opus Dei. Y en 1952, el Colegio Romano de Santa María, para las mujeres. Estas dos instituciones permitieron que un buen número de miembros de la Obra recibieran formación espiritual y pastoral directamente de Escrivá, a la vez que obtenían la licenciatura o el doctorado en Filosofía, Teología, Derecho Canónico o Sagrada Escritura en alguna de las universidades pontificias de Roma. Muchos de los hombres y mujeres que empezarían la labor de la Obra por todo el mundo pasarían antes varios años en Roma.
Durante los últimos años de la década de 1950 y los primeros de 1960 Escrivá realizó diversos viajes a capitales europeas, para preparar el comienzo del Opus Dei en esos países.
En 1947 tuvo lugar la adquisición en Roma de una amplia casa, con jardín en el número 73 de la calle Bruno Buozzi para la construcción de la casa central de la Obra y sede del Colegio Romano del Opus Dei, que duraría trece años, hasta 1960. A partir de la casa originaria se levantaron ocho edificios. Todo ello dio a la construcción un aire imponente, al ser una estructura compleja e interconectada formada por los ocho edificios, con doce comedores y catorce oratorios, algunos de los cuales eran subterráneos, dando cabida el mayor de los oratorios a más de doscientas personas. Actualmente se encuentra allí la iglesia prelaticia de Santa María de la Paz.
En la Casa de Roma, el sagrario del oratorio de la Trinidad fue el preferido de Escrivá y en donde rezaba con mayor devoción. Allí sus hijos colocaron -siguieron una antigua tradición- una sagrario con forma de columba, una "paloma eucarística". Se halla colgada del techo encima del altar y es una paloma fabricada de oro y piedras preciosas, en cuyo buche se abre un pequeño sagrario donde se guardan las hostias consagradas.
Escrivá también recibió el nombramiento de miembro honorario de la Pontificia Academia de Teología. Obtiene el doctorado en Teología por la Pontificia Universidad Lateranense. Es nombrado consultor de dos Congregaciones de la Curia Romana.
Sigue con atención los preparativos y las sesiones del Concilio Vaticano II (1962-1965), y busca un trato intenso con muchos de los padres conciliares. No obstante, Escrivá no participó en ninguna de las comisiones o sesiones conciliares. Sin embargo, el secretario general del Opus Dei, Beato Álvaro del Portillo, desempeñó un papel relevante en los preparativos del Concilio.

### Últimos años: viajes apostólicos de catequesis

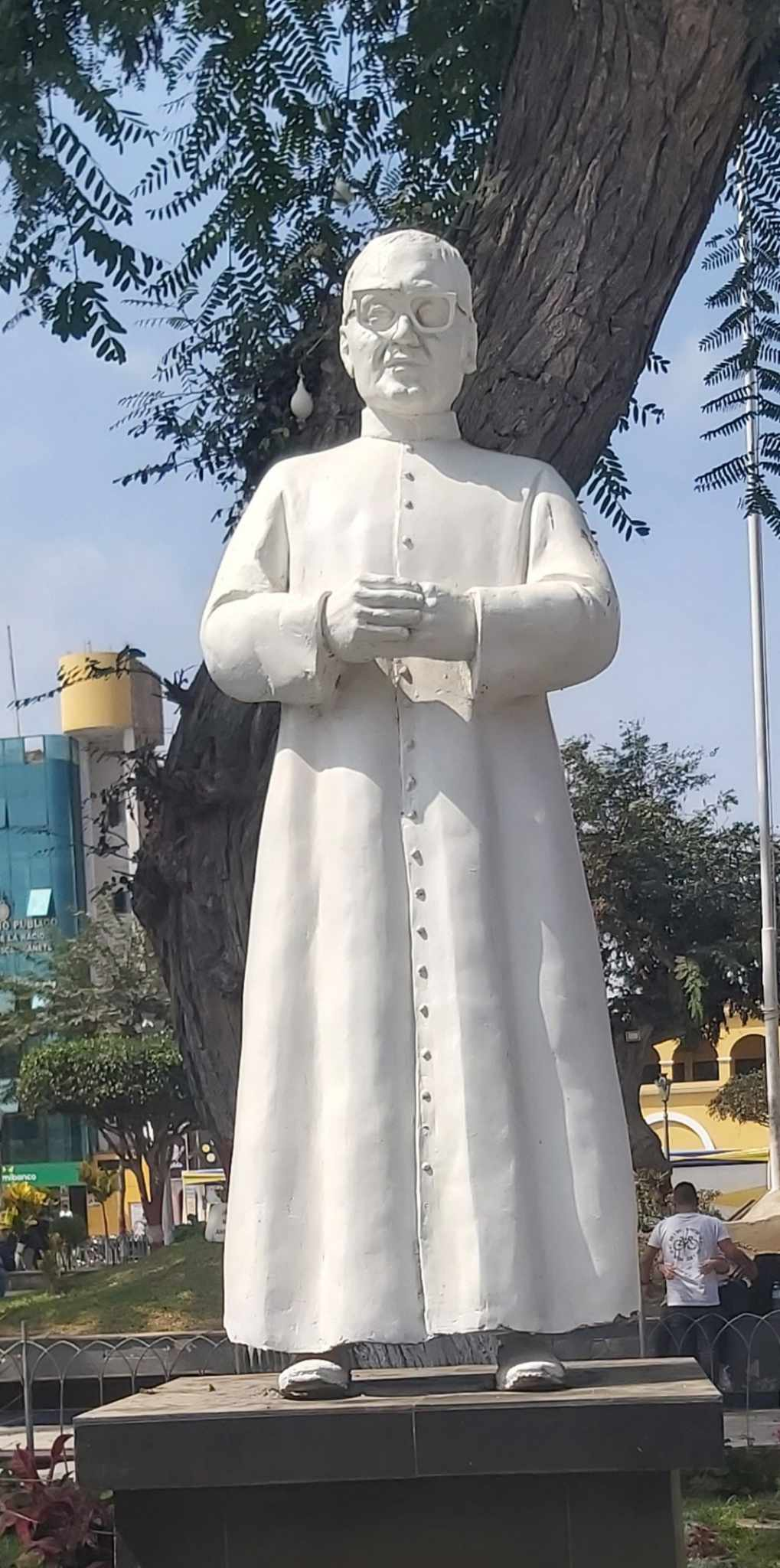
Estatua de Josemaría Escrivá de Balaguer en Cañete, Perú

A pesar del deterioro de su salud, Josemaría Escrivá siguió estimulando y guiando durante los últimos años de su vida la difusión del Opus Dei por todo el mundo. Por ello, en los años setenta comenzó a recorrer el mundo en lo que él denominaba "correrías apostólicas".
En 1970 fue a México para rezar ante la Virgen de Guadalupe y visitar a las personas que participaban de la labor apostólica del Opus Dei allí.
Dos años después realizó un viaje por la península ibérica. En 1974, Escrivá se desplazó durante tres meses a Sudamérica. Comenzó su viaje en São Paulo (Brasil), donde estuvo del 22 de mayo al 7 de junio, manteniendo veinticinco encuentros con diversos grupos de personas. En Buenos Aires, permaneció del 7 al 28 de junio. Y tuvo encuentros con unas veinticinco mil personas. En el Teatro Coliseo mantuvo dos reuniones los días 23 y 26 de junio, a las que asistieron cinco mil personas en cada una de ellas. Del 28 de junio al 9 de julio acudió a Santiago de Chile, y aprovechó para visitar el santuario de la Virgen de Lo Vásquez, junto al Colegio Tabancura. Después, prosiguió su viaje por Perú, del 9 al 31 de julio. En Lima, enfermó y permaneció casi diez días convaleciente (15-24 de agosto). Su estancia en Quito, se desarrolló del 1 al 10 de agosto, pero debido al soroche, tuvo que limitar su actividad, y tan sólo pudo reunirse en cuatro ocasiones con grupos reducidos. El 15 de agosto llegó a Caracas enfermo, y su estado físico empeoró. Sus molestias le hicieron guardar reposo la mayor parte del tiempo, del 15 al 27 de agosto. Por ello decidieron acortar su largo viaje de catequesis y regresar a Roma el 31 de agosto.
En 1975 inició su último viaje de catequesis. El viaje comenzó el 4 de febrero en Caracas, donde permaneció hasta el 15 del mismo mes; y finalizó el 23 de febrero en Ciudad de Guatemala, desde donde regresó a Roma, despedido por el cardenal Mario Casariego.
De estos viajes se conserva abundante material audiovisual, sobre todo de sus reuniones con cientos de personas.

### Muerte y canonización. Reacciones
Fallece en Roma el 26 de junio de 1975, tras sufrir un infarto repentino. Tras su muerte, la Santa Sede recibió miles de cartas -entre ellas, las de un tercio del episcopado mundial y 41 superiores de órdenes religiosas - solicitando la apertura del proceso de beatificación y canonización. Finalmente, su causa se introdujo en 1981 y el 17 de mayo de 1992, Juan Pablo II beatificó a Josemaría Escrivá de Balaguer en la plaza de San Pedro, en Roma. «Con sobrenatural intuición», dijo el papa en su homilía, «el beato Josemaría predicó incansablemente la llamada universal a la santidad y al apostolado». El 6 de octubre de 2002, es canonizado por Juan Pablo II en Roma, apoyado por los cientos de miles de personas que asistieron a los actos. Durante la ceremonia de su canonización, Juan Pablo II animó a todos a buscar la santidad en medio del mundo, en el trabajo y la vida ordinaria, tal como lo enseñaba el nuevo santo y siguiendo su ejemplo.
Su rápido proceso a los altares no estuvo exento de polémica y oposición. Los detractores critican lo que ven como una canonización relámpago o "turbo santidad" de Escrivá, y afirman que el proceso entero estuvo plagado de irregularidades. Sin embargo, también obtuvo el apoyo de diversas figuras de la jerarquía eclesiástica.
Juan Pablo II, en la bula de canonización, le llamó «el santo de lo ordinario o de la vida ordinaria» y que San Josemaría «se contaba entre los grandes testigos del cristianismo».
Tras su canonización, en numerosos países ha recibido algún reconocimiento público: esculturas, imágenes, placas, murales, iglesias, calles, plazas, etc.
En la actualidad hay más de ochenta mil miembros del Opus Dei según los datos que aporta la propia Obra al Anuario Pontificio de la Santa Sede.

## Pensamiento y mensaje

### Filiación divina
«La filiación divina es el fundamento del espíritu del Opus Dei», afirmó Josemaría en numerosas ocasiones. Desde el bautismo, un cristiano es un hijo de Dios. Escrivá se esforzó por vivir y difundir este mensaje como central para la vida de un cristiano.

### Libertad
Todas las biografías y los estudios sobre el pensamiento de Escrivá destacan, como uno de los elementos fundamentales de su personalidad, de su vida y de sus obras, el valor que asigna a la libertad como don de Dios. Su enseñanza sobre la libertad no se limita a la acción social, política y de pensamiento del cristiano. Es una realidad que influye sobre toda la vida cristiana en su unidad existencial y en su variedad de modos, en particular caracteriza toda la vida espiritual del cristiano, su relación con Dios, con los demás y con el mundo.

### Santificar el trabajo
Escrivá de Balaguer enseñó a buscar la santidad en el trabajo, lo que significa esforzarse por realizarlo bien, con competencia profesional, y con sentido cristiano; es decir, por amor a Dios y para servir a los hombres. Así —afirmó— el trabajo ordinario se convierte en lugar de encuentro con Cristo.

### Unidad de vida
El fundador del Opus Dei explicaba que el cristiano no debe «llevar como una doble vida: la vida interior, la vida de relación con Dios, de una parte; y de otra, distinta y separada, la vida familiar, profesional y social». Por el contrario, señalaba san Josemaría, «hay una única vida, hecha de carne y espíritu, y esa es la que tiene que ser —en el alma y en el cuerpo— santa y llena de Dios».

### Oración y sacrificio
San Josemaría recordó la necesidad de cultivar la oración y la penitencia propias del espíritu cristiano. Recomendaba la asistencia —si puede ser, diaria— a la Santa Misa, dedicar un tiempo a la lectura del Evangelio y acudir con frecuencia al sacramento de la confesión. Fomentó la devoción a la Virgen. Para imitar a Jesucristo, recomendaba también ofrecer algunas pequeñas mortificaciones, especialmente aquellas que facilitan el cumplimiento del deber y hacen la vida más agradable a los demás, así como el ayuno y la limosna.

### Vida ordinaria
Es en medio de las cosas más materiales de la tierra donde debemos santificarnos, sirviendo a Dios y a todos los hombres, decía san Josemaría. La familia, el matrimonio, el trabajo, la ocupación de cada momento son oportunidades habituales de tratar y de imitar a Jesucristo, procurando practicar la caridad, la paciencia, la humildad, la laboriosidad, la justicia, la alegría y en general las virtudes humanas y cristianas.

## Honores y distinciones

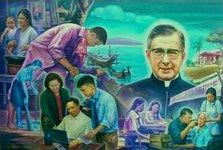
Pintura de Godofredo Zapanta, Jr.

- Marquesado de Peralta (1968-1972).
- Doctor honoris causa de la Universidad de Zaragoza (octubre, 1960).[91]
- Hijo predilecto de Barbastro (29 de marzo de 1947).[92][93]
- Hijo adoptivo de Barcelona (7 de octubre de 1966).[94]
- Hijo adoptivo de Pamplona (octubre, 1960).[95]
- Gran cruz de San Raimundo de Peñafort (1954).[96]
- Gran cruz de la Orden de Alfonso X el Sabio (1951).[97]
- Caballero gran cruz de la Orden de Isabel la Católica (1956).[98]
- Caballero gran cruz de la Orden de Carlos III (1960).[99][100]
- Gran cruz de la Orden Civil de la Beneficencia, con distintivo blanco (1964).[101]
- Nombramiento como monseñor por parte del papa.

## Influencia

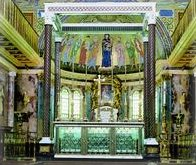
Oratorio de Santa María de la Paz en las oficinas centrales del Opus Dei, donde están los restos mortales de Escrivá.

Es autor de libros de espiritualidad difundidos en los cinco continentes. El más conocido y popular es Camino, que cuenta con cerca de cuatro millones y medio de ejemplares en 43 idiomas.
Algunos rasgos característicos de Escrivá fueron su profunda adhesión al papa y a la Iglesia; repetidas veces afirmaba que «el Opus Dei (que es “una parte de la Iglesia”) está para servir a la Iglesia como ella quiere ser servida».
Numerosas personalidades de la Iglesia consideran a Josemaría Escrivá como precursor del Concilio Vaticano II por su predicación sobre la santidad en medio del mundo, afirmando que las personas de cualquier condición y desde cualquier oficio honesto pueden llegar a ser santas sin necesidad de ser sacerdotes o religiosos.
El cardenal Albino Luciani —futuro papa Juan Pablo I—, y los papas Juan Pablo II y Benedicto XVI, apoyaron las enseñanzas de Escrivá «sobre la llamada universal a la santidad, el papel de los laicos y la santificación del trabajo».

## Controversia
Durante su vida, tanto su persona como el Opus Dei despertaron controversias, principalmente debido a las acusaciones de secretismo, elitismo y sectarismo de la organización y su fundador, además del apoyo de la organización a autoritarismos de ultraderecha, como la conocida participación de los llamados «tecnócratas del Opus» en los planes económicos de la dictadura de Francisco Franco. Descrita como «la fuerza más polémica de la Iglesia católica», en palabras del periodista John Allen, el Opus Dei fue visto por algunos teólogos como signo de contradicción y por otros como fuente de controversia.
Algunos autores, que nunca convivieron con Escrivá, como Ynfante y Carandell, han presentado una imagen muy negativa de Escrivá acentuando su mal humor, e incluso su cólera. Con respecto a la biografía de Carandell, Ricardo de la Cierva la tacha de «jocosa y estúpida». Las acusaciones han sido negadas por personas que convivieron largos años con Escrivá, como Rafael Gómez Pérez, exmiembro de la Prelatura y muchas otras personas como Ángel Galíndez, Manuel Aznar, o José Antonio Giménez-Arnau, ninguno de los cuales perteneció al Opus Dei.
Después de su muerte, su canonización causó considerable controversia, tanto dentro de la Iglesia como en la prensa de todo el mundo. Varios periodistas que investigaron la historia del Opus Dei, entre ellos el vaticanista John Allen, argumentaron que muchas de las acusaciones a Escrivá no están probadas o proceden de los enemigos de Josemaría y su organización.

### Solicitud y concesión del Marquesado de Peralta
Posiblemente uno de los episodios más controvertidos en la vida de Escrivá sucedió en 1968. Cuando solicita y le es concedido por el gobierno de Franco, en parte -según Jesús Ynfante - gracias a la colaboración de un miembro del Opus Dei en el Ministerio de Justicia el título de III marqués de Peralta, título que retuvo sin usar durante cuatro años, antes de renunciar a él en 1972 en favor de su hermano Santiago. Según la investigación de Ricardo de la Cierva, la concesión, aunque con buena intención, fue obtenida de forma irregular.

## Centenario de su nacimiento
Con motivo del centenario de su nacimiento se organizó en la Pontificia Universidad de la Santa Cruz un congreso internacional titulado La Grandeza de la vida corriente (La grandezza della vita quotidiana - The Grandeur of Ordinary Life), celebrado en el mes de enero de 2002. Las actas se publicaron en catorce volúmenes.

## Publicaciones
Se indican cronológicamente, sus principales obras, indicando la primera y la última edición publicadas:
- Santo Rosario: 1ª edición: Imprenta Juan Bravo, Madrid 1934; Santo Rosário, São Paulo, Quadrante, 2022, 7ª ed. brasileña, 121 pp. Se han publicado más de 190 ediciones, en 31 idiomas.
- Camino: 1ª edición: Gráficas Turia, Valencia 1939; Camino: Edición, introducción y notas de Fidel Sebastián Mediavilla, Madrid, Centro para la edición de los clásicos españoles, 2023, 1ª (para esta colección), 368 pp. Se han publicado más de 420 ediciones en 44 idiomas. Esta colección de 999 aforismos es su libro más conocido. Es el cuarto libro escrito en castellano más traducido de la historia, por detrás de El Quijote y dos obras de García Márquez.[130]
- La Abadesa de las Huelgas: 1ª edición: Rialp, Madrid 1944; La Abadesa de Las Huelgas: estudio teológico jurídico, Madrid, Rialp, 1988, 3ª, 421 pp. Se han publicado tres ediciones: 1944, 1974 y 1988. Es un estudio teológico-jurídico, a partir de las fuentes y documentos originales, sobre el caso extraordinario de jurisdicción cuasiepiscopal por parte de la abadesa del famoso monasterio burgalés.
- Conversaciones con Monseñor Escrivá de Balaguer: 1ª edición: Rialp, Madrid 1968; Solasaldiak, Pamplona, Eunsa, 2021, 1ª ed. euskera, 313 pp. Se han publicado 56 ediciones, en 10 idiomas. Reúne en un volumen entrevistas concedidas a diversos medios de comunicación y una homilía pronunciada en el campus de la Universidad de Navarra en 1967.
- Es Cristo que pasa: 1ª edición: Rialp, Madrid 1973; Es Cristo que pasa: homilías, Madrid, Rialp, 2019, 45ª, 520 pp. Han aparecido 105 ediciones, en 14 idiomas. Homilías dedicadas a los grandes momentos del año litúrgico.
- Amigos de Dios: 1ª edición: Rialp, Madrid 1977; Amigos de Dios: homilías, Madrid, Rialp, 2021, 35ª, 480 pp. Cuenta con 100 ediciones, en 13 idiomas. Homilías en las que glosa una serie de virtudes.
- Vía Crucis: 1ª edición: Rialp, Madrid 1981; Via Sacra, São Paulo, Quadrante, 2022, 8ª ed. brasileña, 94 pp. Se han publicado más de 120 ediciones, en 27 idiomas. Obra póstuma dedicada a esta forma tradicional de la piedad católica.
- Surco: 1ª edición: Rialp, Madrid 1986; Sulco, São Paulo, Quadrante, 2022, 5ª ed. brasileña, 349 pp. Se han publicado más de 100 ediciones, en 19 idiomas.
- Amar a la Iglesia: 1ª edición: Palabra, Madrid, 1986; Mahabtu al kanis, Paris, Le Laurier, 2018, 1ª ed. árabe, 135 pp.[131] reúne tres homilías del fundador del Opus Dei: Lealtad a la Iglesia, El fin sobrenatural de la Iglesia y Sacerdote para la eternidad. El volumen incluye además, dos artículos de Mons. Álvaro del Portillo en torno a la figura del fundador del Opus Dei.
- Forja: 1ª edición: Rialp, Madrid 1987; Forja, São Paulo, Quadrante, 2022, 5ª ed. brasileña, 350 pp. Se han publicado más de 70 ediciones, en 14 idiomas.

### Ediciones crítico-históricas
- Josemaría Escrivá de Balaguer, San y Pedro Rodríguez, Camino. Edición crítico-histórica preparada por Pedro Rodríguez, Madrid, Rialp, 2002, 75ª (1ª ed. crítico-histórica), XXXVI, 1195 pp.

Traducciones:
- inglés: The Way: A critical-historical edition prepared by Pedro Rodríguez, London - New York, Scepter Scepter Publishers, 2009, [13ª] (1ª ed. critical-historical), 1172 pp.
- portugués: Caminho: Edição comentada por Pedro Rodríguez, São Paulo, Quadrante, 2016, [10ª] ed. brasileña (1ª ed. comentada), 943 pp.
- Josemaría Escrivá de Balaguer, San, Rodríguez, Pedro, Ánchel, Constantino y Sesé, Francisco Javier, Santo Rosario. Edición crítico-histórica preparada por Pedro Rodríguez, Constantino Ánchel y Javier Sesé, Madrid, Rialp, 2010, [52ª] (1ª ed. crítico-histórica), [LII], 370 pp.
- Josemaría Escrivá de Balaguer, San, Illanes Maestre, José Luis y Méndiz, Alfredo, Conversaciones con Mons. Escrivá de Balaguer. Edición crítico-histórica preparada por José Luis Illanes y Alfredo Méndiz, Madrid, Rialp, 2012, 22ª (1ª ed. crítico-histórica), XXVI, 574 pp.[132]
- Josemaría Escrivá de Balaguer, San y Aranda, Antonio, Es Cristo que pasa. Edición crítico-histórica preparada por Antonio Aranda, Madrid, Rialp, 2013, 45ª (1ª ed. crítico-histórica), XLI, 1033 pp.
- Josemaría Escrivá de Balaguer, San, Blanco, María y Martín, María del Mar, La Abadesa de las Huelgas. Edición crítico-histórica preparada por María Blanco y María del Mar Martín, Madrid, Rialp, 2016, 4ª (1ª ed. crítico-histórica), XLVI, 819 pp.
- Josemaría Escrivá de Balaguer, San, Cano, Luis y Castells i Puig, Francesc, En diálogo con el Señor: Textos de la predicación oral. Edición crítico-histórica preparada por Luis Cano y Francesc Castells, con la colaboración de José Antonio Loarte, Madrid, Rialp, 2017, 1ª, XLVII, 460 pp.
- Josemaría Escrivá de Balaguer, San, Goyret, Philip, Puig, Fernando y Méndiz, Alfredo, Escritos varios (1927-1974). Edición crítico-histórica preparada por Philip Goyret, Fernando Puig y Alfredo Méndiz, Madrid, Rialp, 2018, 1ª, XX, 324 pp.
- Josemaría Escrivá de Balaguer, San y Aranda, Antonio, Amigos de Dios. Edición crítico-histórica preparada por Antonio Aranda, Madrid, Rialp, 2019, [35ª] (1ª ed. crítico-histórica), LII, 955 pp.

### Cartas
- Josemaría Escrivá de Balaguer, San y Cano, Luis, Cartas (vol. I). Edición crítica y anotada, preparada por Luis Cano con la colaboración de José Antonio Loarte, Madrid, Rialp, 2020, 1ª, XVIII, 315 pp. Traducido al inglés: Letters: Volume 1, London - New York, Scepter, 2021, 1ª ed. inglesa, 288 pp.[133][134]
- Josemaría Escrivá de Balaguer, San y Cano, Luis, Cartas (vol. II). Edición crítica y anotada, preparada por Luis Cano, Madrid, Rialp, 2022, 1ª, XX, 250 pp.[133][134][135]
- Josemaría Escrivá de Balaguer, San y Cano, Luis, "La Carta n.º 29 de san Josemaría Escrivá sobre la obra de San Gabriel. Edición crítica y anotada", Studia et Documenta: Rivista dell’Istituto Storico san Josemaría Escrivá, vol. XVII, num. 17, (2023), pp. 279-351.[136]

### Otros escritos
- Pedro Rodríguez, Pío G. Alves de Sousa, José Manuel Zumaquero (eds.), Mons. Josemaría Escrivá de Balaguer y el Opus Dei: en el 50 aniversario de su fundación, Pamplona, Eunsa, 1985, 2ª ed., 612 p. (1ª edición 1982)
- AA.VV., Josemaría Escrivá de Balaguer y la universidad, Pamplona, Eunsa, 1993, 280 pp.
- Discursos sobre la Universidad[137] es un volumen elaborado por la Universidad de Navarra con motivo de la beatificación de su Fundador y Primer Gran Canciller. Recoge los diversos discursos académicos pronunciados por el mismo ante la corporación universitaria, la homilía pronunciada en el campus de la Universidad de Navarra en octubre de 1967 y algunas otras declaraciones públicas suyas sobre temas universitarios.

## Película
En 2011 se estrenó Encontrarás dragones (en inglés, There be Dragons), película protagonizada por Charlie Cox, Wes Bentley, Dougray Scott y Olga Kurylenko, en la que Charlie Cox da vida a Josemaría. Según la sinopsis de la cinta: "A raíz del horror de la guerra civil española, un candidato para la canonización es investigado por un periodista que descubre que su propio padre tenía una conexión profunda, oscura y devastadora".